# Piula de Hellmayr
La piula de Hellmayr (Anthus hellmayri) és un ocell de la família dels motacíl·lids (Motacillidae).

## Hàbitat i distribució
Habita praderies als Andes del sud-est del Perú, centre i sud-est de Bolívia, centre deXile, nord-est de l'Argentina, sud-est del Brasil i Uruguai.